# Acharagma
Acharagma es un género de plantas suculentas perteneciente a la familia Cactaceae. Contiene 3 especies aceptadas y son nativas del noreste de México.

## Descripción
Estos cactus son normalmente solitarios pero algunas veces se encuentran en pequeños grupos. Sus tallos son globosos, de 3 a 7 cm de diámetro. Las costillas tienen tubérculos con areolas sin surcos. Las flores aparecen en el ápice del tallo y van desde el color crema al rosa y amarillo.

## Distribución
El área de distribución nativa de este género es el noreste de México.

## Taxonomía
El género es de creación reciente, ya que sus especies estaban incluidas en el género Escobaria. Sin embargo, fue reconocida como una sección aparte por Nigel Paul Taylor en 1983 y ascendido a género por Dale A. Zimmerman y Charles Edward Glass en la publicación Guía para la Identificación de Cactáceas Amenazadas de México 1: [1] AC/AG, en el año 1997.

Etimología
Acharagma: nombre genérico que deriva de las palabras griegas a (que significa 'sin') y charagma (que significa 'surco'), en alusión a que los tubérculos carecen de surco. Esta es la característica que los diferencia del género estrechamente relacionado Escobaria.

## Especies aceptadas
Actualmente, el género Acharagma consta de 3 especies aceptadas según la Plants of the World Online (POWO):
| Imagen | Nombre científico                                | Distribución        |
| ------ | ------------------------------------------------ | ------------------- |
|        | Acharagma aguirreanum (Glass & R.A.Foster) Glass | México (Coahuila)   |
|        | Acharagma galeanense (Haugg) Lodé                | México (Coahuila)   |
|        | Acharagma roseanum (Boed.) E.F.Anderson          | México (Nuevo León) |